# パンダ・ポルノ

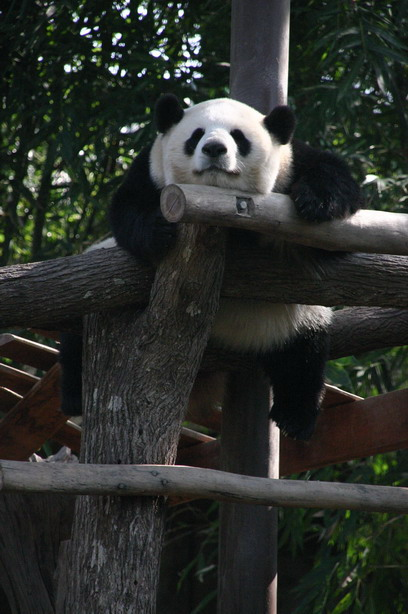
チェンマイ動物園のジャイアントパンダ

パンダ・ポルノ（英語: panda porn）とは、一般的に交尾するパンダを撮影した映像を指す言葉で、飼育しているパンダに性的な興奮をもたらすことを目的としている。動物園での飼育下では、パンダは概して交尾に積極的ではないことが判明しており、この人工繁殖の難しさが、種の絶滅の危険を大きくしている。
この手法が知られるようになったきっかけはタイの動物学者による実験報告である。それはチェンマイ動物園で飼育されている捕獲されたジャイアントパンダに、他のジャイアントパンダを撮った大量のポルノビデオを上映するというものだった。これをプロジェクトとして支持する研究者は、動物のポルノビデオを利用して交尾を成功させることができると確信している、と語っているが、これまでにそういった「成功」は中国国外では達成されていない（その中国では、実験開始後の10カ月で31匹の子どもが産まれている）。
チェンマイ動物園ではそもそもそういったビデオを見せられることを嫌がるという報告もある。同様の試みは人間のポルノビデオでも行われたが「音にはいくらか反応を示したものの、映像そのものには関心がない」様子で成果はあがっていない。
バイアグラの使用など、パンダを刺激する手段は他にもとられているが、いままでのところ成功していない。